# Huyện Nilphamari
Nilphamari là một huyện thuộc division Rangpur, Bangladesh. Huyện này có diện tích 1641 km², dân số năm 2002 là 1550686 người, mật độ dân số là 945 người/km².